# Valia Santella
Valia Santella est une scénariste et réalisatrice italienne née le 24 mai 1965 à Naples (Campanie).

## Biographie
Santella a commencé comme scripte sur de nombreux films dans les années 1990 réalisés par Mario Martone, Antonietta De Lillo, Silvio Soldini, Gabriele Salvatores, Pasquale Pozzessere ou encore Nanni Moretti. Elle entreprend en 2004 son premier long métrage, Je lis dans tes yeux, où elle est simultanément metteuse en scène et scénariste. Depuis les années 2010, elle s'est consacrée essentiellement à son activité de scénariste.
Pour le film Le Traître de Marco Bellocchio, elle a reçu le Ruban d'argent du meilleur scénario et le David di Donatello du meilleur scénario original.

## Filmographie

### Réalisatrice
- 2004 : Je lis dans tes yeux (Te lo leggo negli occhi)

### Scénariste
- 2004 : Je lis dans tes yeux (Te lo leggo negli occhi) de Valia Santella
- 2013 : Miele de Valeria Golino
- 2014 : Io rom romantica (it) de Laura Halilovic
- 2015 : Mia madre de Nanni Moretti
- 2016 : Pericle il nero de Stefano Mordini
- 2016 : Fais de beaux rêves (Fai bei sogni) de Marco Bellocchio
- 2017 : Napoli velata de Ferzan Özpetek
- 2018 : Euforia de Valeria Golino
- 2019 : Le Traître (Il traditore) de Marco Bellocchio
- 2021 : Tre piani de Nanni Moretti
- 2021 : Ariaferma de Leonardo Di Costanzo
- 2023 : Vers un avenir radieux (Il sol dell'avvenire) de Nanni Moretti

## Distinctions
Sauf indication contraire, les informations mentionnées dans cette section peuvent être confirmées par la base de données cinématographiques IMDb,  présente dans la section « Liens externes ».

### Récompenses
- David di Donatello du meilleur scénario original
  - en 2020 pour Le Traître[3]
- Ruban d'argent du meilleur scénario
  - en 2019 pour Le Traître[2]

### Nominations
- David di Donatello du meilleur scénario original
  - en 2014 pour Miele
  - en 2015 pour Mia madre
  - en 2017 pour Pericle il nero et Fais de beaux rêves
  - en 2019 pour Euforia
- Ruban d'argent du meilleur scénario
  - en 2015 pour Mia madre
  - en 2016 pour Pericle il nero
  - en 2019 pour Euforia